# St Austell
St Austell (tiếng Cornwall: S. Austel) là một xã và điểm dân cư lớn tại Cornwall, Anh, UK. Nó tọa lạc tại vùng duyên hải phía nam, cách khoảng 10 dặm (16 km) về phía nam của Bodmin và cách biên giới với Devon 30 dặm (48 km) về phía tây.
St Austell là một trong những điểm dân cư lớn nhất ở Cornwall; theo thống kê 2011, nơi này có dân số 19.958, và tổng cộng 34.700 người, nếu tính cả những người sống ở khu vực lân cận không thuộc "vùng lõi" St Austell.